# Amtsgericht Stadtroda

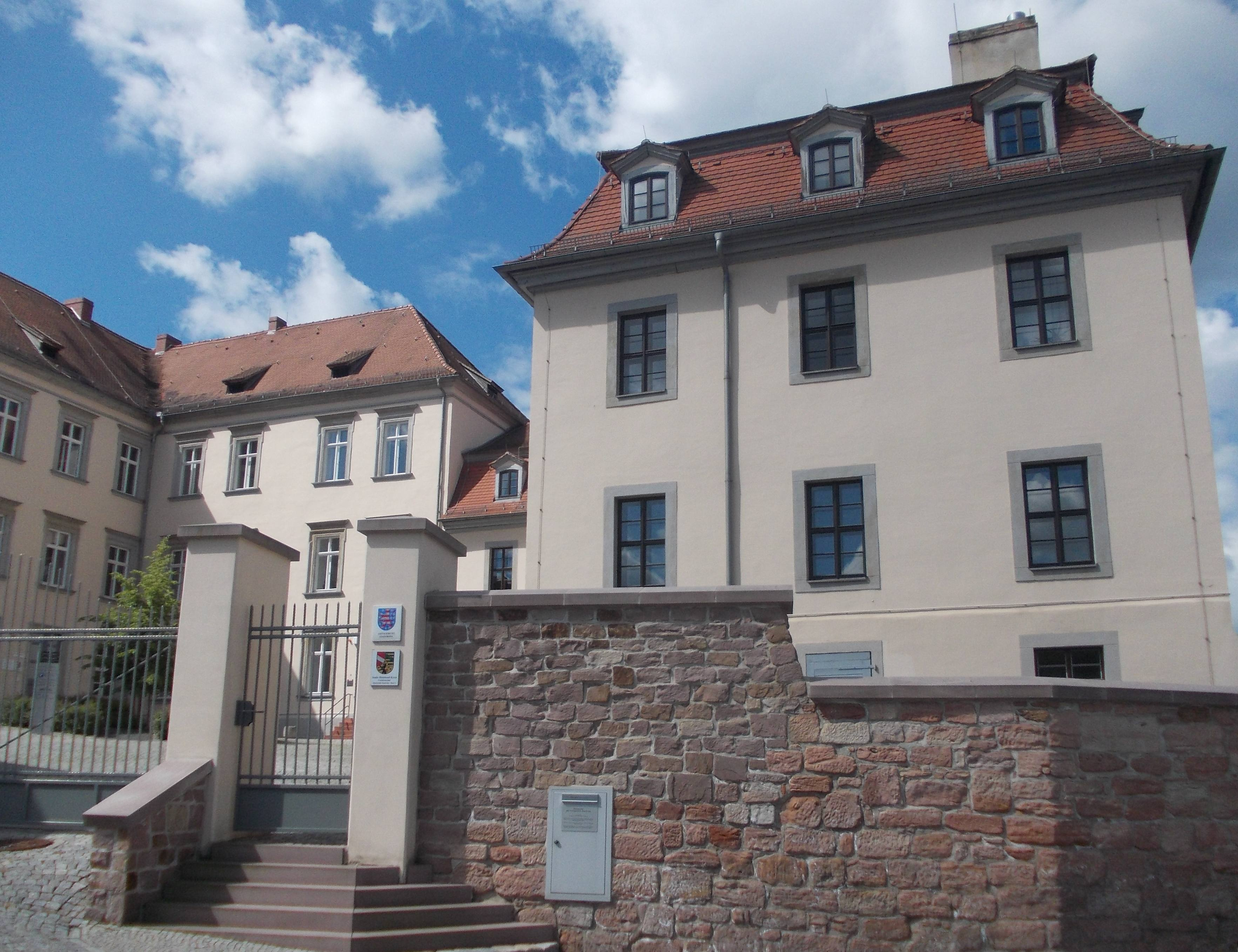
Gerichtsgebäude (2015)

Das Amtsgericht Stadtroda (bis 1925: Amtsgericht Roda), ein Gericht der ordentlichen Gerichtsbarkeit, ist eines von sieben Amtsgerichten (AG) im Bezirk des Landgerichtes Gera.

## Gerichtssitz und -bezirk
Sitz des Gerichtes ist Stadtroda im Saale-Holzland-Kreis. Der 641 km² große Gerichtsbezirk erstreckt sich auf die Städte und Gemeinden Albersdorf, Altenberga, Bad Klosterlausnitz, Bibra, Bobeck, Bremsnitz, Bucha, Bürgel, Crossen an der Elster, Eichenberg, Eineborn, Eisenberg, Freienorla, Geisenhain, Gneus, Gösen, Graitschen bei Bürgel, Großbockedra, Großeutersdorf, Großpürschütz, Gumperda, Hainspitz, Hartmannsdorf, Heideland, Hermsdorf, Hummelshain, Kahla, Karlsdorf, Kleinbockedra, Kleinebersdorf, Kleineutersdorf, Laasdorf, Lindig, Lippersdorf-Erdmannsdorf, Mertendorf, Meusebach, Milda, Möckern, Mörsdorf, Nausnitz, Oberbodnitz, Orlamünde, Ottendorf, Petersberg, Poxdorf, Rattelsdorf, Rauda, Rauschwitz, Rausdorf, Reichenbach, Reinstädt, Renthendorf, Rothenstein, Ruttersdorf-Lotschen, St. Gangloff, Scheiditz, Schleifreisen, Schlöben, Schöngleina, Schöps, Seitenroda, Serba, Silbitz, Stadtroda, Sulza, Tautendorf, Tautenhain, Tissa, Trockenborn-Wolfersdorf, Tröbnitz, Unterbodnitz, Waldeck, Walpernhain, Waltersdorf, Weißbach, Weißenborn und Zöllnitz. In ihm leben rund 71.500 Menschen. 
Zwangsversteigerungs-, Zwangsverwaltungs-, Schöffen-, Jugendschöffen- und Haftsachen bearbeitet das Amtsgericht Jena, das als zentrales Registergericht auch für die Führung des Handels-, Genossenschafts- und Partnerschaftsregisters zuständig ist. Zentrales Mahngericht ist das Amtsgericht Aschersleben.

## Geschichte
Im Herzogtum Sachsen-Altenburg bestanden in Roda das Herzogliche Justizamt Roda sowie der Stadtrat Roda als Eingangsgerichte. Im Rahmen der Einführung der Reichsjustizgesetze wurden diese Gerichte aufgehoben und das Amtsgericht Roda gebildet. Es war dem Landgericht Altenburg zugeordnet. 
Nachdem im Jahr 1920 der Freistaat Sachsen-Altenburg im Land Thüringen aufgegangen war, wurde das Amtsgericht Roda dem Landgericht Weimar zugeordnet. 1925 wurde Roda in Stadtroda umbenannt und das Gericht erhielt entsprechend den Namen Amtsgericht Stadtroda.
Im Jahr 1952 wurden die Landgerichte im Gebiet der DDR aufgehoben und die Gerichtsbarkeit durch die Errichtung von Kreis- und Bezirksgerichten neu organisiert. Entsprechend wurde für den Kreis Stadtroda das Kreisgericht Stadtroda gebildet und dem Bezirksgericht Gera zugeordnet. Mit dem Thüringer Gerichtsstandortgesetz vom 16. August 1993 wurde das Kreisgericht aufgelöst und das Amtsgericht Stadtroda wieder geschaffen.

## Gebäude
Das Gericht ist im Schloss Stadtroda, Schloßstraße 2, untergebracht.

## Übergeordnete Gerichte
Dem Amtsgericht Stadtroda ist das Landgericht Gera übergeordnet. Zuständiges Oberlandesgericht ist das Thüringer Oberlandesgericht in Jena.